# Provincia di Bolívar (Ecuador)
La provincia di Bolívar è una delle 24 province dell'Ecuador, il capoluogo è la città di Guaranda.
Situata nella parte centrale del paese sul versante occidentale della Cordigliera delle Ande, confina a nord con la provincia del Cotopaxi, a est con le province di Tungurahua e Chimborazo, a sud con la provincia del Guayas e ad ovest con la provincia de Los Ríos.

## Geografia fisica
Il territorio provinciale è caratterizzato da una grande varietà, l'altitudine va dai 300 ai 4400 m s.l.m. innalzandosi dalle pianure costiere situate ad occidente fino quasi alle pendici del monte Chimborazo.
Gran parte del territorio provinciale è attraversato, da nord a sud, dalla valle del Chimbo.

## Cantoni
La provincia è suddivisa in sette cantoni:
|  | Cantone    | Pop. (2010) | Superf. (km²) | Capoluogo  |
|  | ---------- | ----------- | ------------- | ---------- |
|  | Caluma     | 13.129      | 175           | Caluma     |
|  | Chillanes  | 11.861      | 655           | Chillanes  |
|  | Chimbo     | 17.406      | 262           | Chimbo     |
|  | Echeandía  | 12.114      | 230           | Echeandía  |
|  | Guaranda   | 21.877      | 1.898         | Guaranda   |
|  | Las Naves  | 6.092       | 147           | Las Naves  |
|  | San Miguel | 3.565       | 570           | San Miguel |